# دريسا سنجاري
دريسا سنجاري (بالفرنسية: Idrissa Sangaré)‏ هو لاعب كرة قدم مالي في مركز الدفاع، ولد في 18 أبريل 1987 في مالي. لعب مع سيركل أولمبيك باماكو.